# 432
432（四百三十二、よんひゃくさんじゅうに）は自然数、また整数において、431の次で433の前の数である。

## 性質
- 432は合成数であり、約数は1, 2, 3, 4, 6, 8, 9, 12, 16, 18, 24, 27, 36, 48, 54, 72, 108, 144, 216, 432である。
  - 約数の和は1240。
  - 103番目の過剰数である。1つ前は426、次は438。
- 115番目のハーシャッド数である。1つ前は423、次は440。
  - 9を基とする38番目のハーシャッド数である。1つ前は423、次は441。
- 432!はハーシャッド数にならない最小の階乗数である。次は444。(オンライン整数列大辞典の数列 A066419)
- 11番目の高度トーティエント数である。1つ前は240、次は480。
- 432 = 24 × 33
  - 2つの異なる素因数の積で p 4 × q 3 の形で表せる最小の数である。次は648。(オンライン整数列大辞典の数列 A179666)
  - 2i × 3 j (i ≧ 1, j ≧ 1) の形で表せる18番目の数である。1つ前は384、次は486。(オンライン整数列大辞典の数列 A033845)
  - 2i × 3 j (i ≧ 0, j ≧ 0) の形で表せる32番目の数である。1つ前は384、次は486。(オンライン整数列大辞典の数列 A003586)
    - この数を基数とするN進法においての逆数は有限小数になる。
例．1/432 = 1/2000(6) = 0.0003(6) 、1/432 = 1/300(12) = 0.004(12)
- 6番目のアキレス数である。1つ前は392、次は500。
- 432 = 33 + 43 + 53 + 63
  - 4連続整数の立方和とみたとき1つ前は224、次は748。
  - 4つの正の数の立方数の和で表せる104番目の数である。1つ前は424、次は434。(オンライン整数列大辞典の数列 A003327)
  - 異なる正の数の4つの立方数の和1通りで表せる17番目の数である。1つ前は416、次は435。(オンライン整数列大辞典の数列 A025408)
- 432 = 2 × 63
  - n = 6 のときの 2n 3 の値とみたとき1つ前は250、次は686。(オンライン整数列大辞典の数列 A033431)
- 432 = 63 + 63
  - 2つの正の数の立方数の和で表せる25番目の数である。1つ前は407、次は468。(オンライン整数列大辞典の数列 A003325)
- 432 = 42 + 42 + 202 = 122 + 122 + 122
  - 3つの平方数の和2通りで表せる103番目の数である。1つ前は428、次は435。(オンライン整数列大辞典の数列 A025322)
- 432 = 3 × 122
  - n = 12 のときの 3n 2 の値とみたとき1つ前は363、次は507。(オンライン整数列大辞典の数列 A033428)
- 1桁の自然数を降順に並べてできる21番目の数である。1つ前は321、次は543。(オンライン整数列大辞典の数列 A138142)
  - 3つの自然数を降順に並べてできる2番目の数である。1つ前は321、次は543。(オンライン整数列大辞典の数列 A127424)
  - 桁で並べ替えをすると連続自然数になる39番目の数である。1つ前は423、次は435。(オンライン整数列大辞典の数列 A288528)
- n = 4 のときの n と 8n を並べてできる数である。1つ前は324、次は540。(オンライン整数列大辞典の数列 A009470)
- n = 432 のとき n と n + 1 を並べた数を作ると素数になる。n と n + 1 を並べた数が素数になる53番目の数である。1つ前は428、次は438。(オンライン整数列大辞典の数列 A030457)
- 432 = 212 − 9
  - n = 21 のときの n 2 − 9 の値とみたとき1つ前は391、次は475。(オンライン整数列大辞典の数列 A028560)
- 432 = 212 − (4 + 4 + 1)
  - n = 21 のときの n 2 とその各位の和との差とみたとき1つ前は396、次は468。(オンライン整数列大辞典の数列 A224977)
- 432 = 242 − 144
  - n = 24 のときの n 2 − 122 の値とみたとき1つ前は385、次は481。(オンライン整数列大辞典の数列 A132766)
- 約数の和が432になる数は8個ある。(230, 238, 255, 321, 355, 371, 391, 431) 約数の和8個で表せる2番目の数である。1つ前は336、次は672。

## その他 432 に関連すること
- 西暦432年
- 紀元前432年
- 432は、E96系列の標準数。
- バーコード規格、EANの国コード432は、ドイツ。
- Intel iAPX 432は、インテルの32ビットマイクロプロセッサ。
- 432 パーク・アベニューは、ニューヨーク市にある高層ビル。
- 「フェアレディZ432」は、日産・フェアレディZ初代DOHCモデル（PS30型）。 「4バルブ・3キャブレター・2カム」を意味する。
- ケアニー (USS Kearny, DD-432) は、アメリカ海軍の駆逐艦。
- ホワイトフィッシュ (USS Whitefish, SS-432) は、アメリカ海軍の潜水艦 (未建造)。
- 4・3・2制